# Two Steps from Hell
Two Steps from Hell är ett musikproducerande företag som har sitt säte i Los Angeles, Kalifornien. Företaget grundades den 14 februari 2006 av Nick Phoenix och Thomas J. Bergersen och producerar musik för filmtrailers.
Deras musik har använts i trailers till flera kända filmer, däribland Harry Potter och Fenixorden, Harry Potter och dödsrelikerna:Del 1, Harry Potter och dödsrelikerna:Del 2, Star Trek, The Dark Knight och Pirates of the Caribbean: Vid världens ände. Även Twilight, New Moon, The Twilight Saga: Eclipse, Breaking Dawn part 1 och Breaking Dawn part 2 har använt musik gjord av Two Steps From Hell till sina trailers.